# فيليبي سوزا (لاعب كرة قدم برازيلي)
فيليبي سوزا هو لاعب كرة قدم برازيلي في مركز الهجوم، ولد في 6 مايو 1999 في باتوس دي ميناس في البرازيل. لعب مع أتلتيكو مينيرو.